# Fearless (álbum de Marina Kaye)
Fearless é o álbum de estreia da artista musical francesa Marina Kaye. Foi lançado em 18 de maio de 2015 através da Capitol Records France. O álbum é uma sequência do EP Homeless, lançado no ano anterior.

## Singles
O primeiro single do álbum, "Homeless", foi lançado 19 de maio de 2014, um ano antes do disco. Ele se tornou um sucesso comercial, atingindo o primeiro lugar na França e entrando nas paradas da Bélgica e da Suíça. "Dancing with the Devil" foi lançada como segundo single em 27 de junho de 2015, produzindo um desempenho mediano, aparecendo na 57ª posição da parada francesa. O terceiro single, "Mirror Mirror" foi enviado para as rádios francesas em setembro de 2015.
"Sounds Like Heaven", uma parceria com Lindsey Stirling, foi lançado como um single promocional em 11 de maio de 2015, obtendo um fraco desempenho comercial.

## Recepção

### Desempenho comercial
Na França, o álbum estreou na terceira colocação vendendo 16 mil e 118 cópias na primeira semana. Um mês e meio após seu lançamento, Fearless foi certificado platina com mais de 100 mil cópias vendidas no país. Em fevereiro de 2016, o álbum foi certificado platina dupla.

## Alinhamento de faixas
| Edição padrão  |                                                             |                                           |         |  |
| N.º            | Título                                                      | Compositor(es)                            | Duração |  |
| 1.             | "Homeless"                                                  | Marina Dalmas Mathias Wollo Nina Woodford | 3:43    |  |
| 2.             | "Mirror Mirror"                                             | Dalmas Robin Grubert Stefan Skarbek       | 3:50    |  |
| 3.             | "Dancing with the Devil"                                    | Dalmas Alex James Louis Read              | 3:41    |  |
| 4.             | "Sounds Like Heaven" (com participação de Lindsey Stirling) | Marina Dalmas Jon Levine Autumn Rowe      | 4:27    |  |
| 5.             | "Freeze You Out"                                            | Chris Braide Sia Furler                   | 4:08    |  |
| 6.             | "Iron Heart"                                                | Jerrod Bettis Dalmas Rowe                 | 3:47    |  |
| 7.             | "Dark Star"                                                 | Dalmas Jamie Hartman                      | 2:48    |  |
| 8.             | "Traitor"                                                   | Dalmas Adam Levy Don Mescall Tom Nichols  | 2:42    |  |
| 9.             | "Taken"                                                     | Dalmas Mescall Nichols                    | 3:28    |  |
| 10.            | "Live Before I Die"                                         | Dalmas Mescall                            | 3:31    |  |
| 11.            | "The Price I've Had to Pay"                                 | Dalmas Levy Mescall                       | 4:05    |  |
| Duração total: | Duração total:                                              | Duração total:                            | 42:17   |  |

| Conteúdo extra da iTunes Store |                            |         |  |
| N.º                            | Título                     | Duração |  |
| 12.                            | "Homeless" (Dim Sum Remix) | 4:46    |  |

| Faixas bônus da edição deluxe |                                                             |         |  |
| N.º                           | Título                                                      | Duração |  |
| 12.                           | "Feed the Wolf in Me"                                       | 3:17    |  |
| 13.                           | "You Had Your Fun"                                          | 3:36    |  |
| 14.                           | "Won't Be Here This Time"                                   | 3:16    |  |
| 15.                           | "Homeless" (versão acústica - Lame de son)                  | 4:37    |  |
| 16.                           | "The Price I've Had to Pay" (versão acústica - Lame de son) | 4:41    |  |
| 17.                           | "Freeze You Out" (versão acústica)                          | 3:39    |  |
| 18.                           | "Dark Star" (versão acústica)                               | 3:13    |  |
| 19.                           | "Dancing with the Devil" (Epic Empire Remix)                | 3:12    |  |

| Faixas bônus da edição deluxe de 2016 |                                                         |         |  |
| N.º                                   | Título                                                  | Duração |  |
| 20.                                   | "Don't You Talk About Love"                             | 4:29    |  |
| 21.                                   | "Small Beginning"                                       | 3:27    |  |
| 22.                                   | "Mon Everest" (Soprano com participação de Marina Kaye) | 4:28    |  |

## Desempenho nas tabelas musicais
| Tabela musical (2015)       | Melhor posição |
| --------------------------- | -------------- |
| Bélgica (Ultratop Flandres) | 118            |
| Bélgica (Ultratop Valônia)  | 8              |
| França (SNEP)               | 3              |
| Suécia (Sverigetopplistan)  | 25             |

| País (Empresa) | Certificação | Vendas  |
| -------------- | ------------ | ------- |
| França (SNEP)  | 2× Platina   | 200,000 |

## Histórico de lançamento
| País   | Data                   | Formato             | Versão                | Gravadora                        |
| ------ | ---------------------- | ------------------- | --------------------- | -------------------------------- |
| França | 18 de maio de 2015     | CD download digital | Padrão                | Capitol Records France Universal |
| França | 20 de novembro de 2015 | CD download digital | Deluxe                | Capitol Records France Universal |
| Mundo  | 25 de novembro de 2016 | CD download digital | Deluxe (relançamento) | Capitol Records France Universal |